# Robert Gäpel
Robert Gäpel (* 13. Februar 1900 in Luthe; † 21. Juli 1998 in Evessen) war ein niederdeutsch und hochdeutsch schreibender deutscher Autor.
Gäpel war Soldat im Ersten und Zweiten Weltkrieg. Als Bürokaufmann und Prokurist war er im Pharmahandel tätig. Daneben schrieb er seit 1949 plattdeutsche Geschichten und Gedichte.
1968 erhielt er den Freudenthal-Preis der Freudenthal-Gesellschaft für seine plattdeutschen Gedichte. Gäpel lebte in Evessen.

## Werke
- Spatlese eines alten Jahrgangs. Darmstadt 1975.[1]
- Magst et nu gläuben oder nich. Ostfalia-Verlag, Peine 1985.